# T-Veronica
T-Veronica（ティー・ベロニカ）とは、カプコンのゲーム「バイオハザードシリーズ」に登場する架空のウィルス。
『CODE:Veronica』（以下『CV』）で初登場し、『ダークサイド・クロニクルズ』（以下『DC』）内の「忘却のゲーム」、「オペレーション・ハヴィエ」にも登場する。『バイオハザード5』には直接は登場しないが文書ファイルに記される形で登場し、『バイオハザード6』(以下『6』)には、新型ウィルスの開発に用いられる形で登場する。

## 概要
アンブレラ社南極研究所にて、1983年当時12歳の女性天才科学者であったアレクシア・アシュフォードが開発した。Veronica（ベロニカ）の名称はアシュフォード家の始祖であるベロニカ・アシュフォードを由来としている。
多くの事件で脅威となったT-ウィルスは、始祖ウィルスをヒルに投与し生まれた亜種だったが、T-Veronicaは始祖ウィルスへ主に女王アリや植物の遺伝子などを複数組み込むことにより生まれた。そのため“T”の頭文字が付くものの、始祖ウィルスの段階から品種改良した代物であり、『T』とは根本の性質から異なるウィルスである。また、G-ウィルスと並び『始祖』ベースの改良型ウィルスの中でも上位に位置付けされ、『T』以上の脅威を持つものとされている。
同義語に「ベロニカ・ウィルス」と「T-アレクシア」がある。前者は最も広く使われる通称であるが、後者はアルバート・ウェスカーが『CV』の劇中終盤に一度そう呼んだだけで、以降使われることの無い名称である。

## 人体への影響
T-Veronicaウィルスの性質として、感染者の体内の血液が外気に触れることで化学反応を起こすようになるが、後述するように適応者と非適応者では違いがある。
アレクシアやマヌエラ・ヒダルゴのようにウィルスを完全適合させた場合、人間としての自我や知能（脳機能）に異常を来すことなく、人の姿を保ったままで肉体を強化出来るほか、血液を発火させ新たな攻撃手段とすることが可能になる。攻撃対象に自身の血液から作った火球を投げつけて爆発させたり、直接血液を送り込んでパイロキネシスの如く体内から発火させて殺害したり、火炎を周囲に撒き散らすことで敵の逃げ道を無くすといった使い方がある。更にウィルスの力を覚醒させることにより、自身から独立した触手や他のT-Veronica感染生物を操ることも出来る。アレクシアの場合、最終的にT-Veronicaのベース遺伝子の一つである女王アリを彷彿させる姿へと進化した。
人間へ完全適応させるには二通りの方法があり、アレクシアはコールドスリープで、マヌエラは父ハヴィエの手により自身の臓器を定期的に取り替えさせられ、ウィルスを馴染ませていた。どちらも15年程度の期間を必要とする。
上記の方法を用いず適合しなかった（させなかった）場合、脳に浸食後破壊され、自我や知能を失い、残るものは攻撃本能のみとなり、身体構造の変化のみならずT-Veronica自体の危険性も相まって、T-ウィルス汚染生物以上に危険な怪物と化してしまう。アレクサンダー・アシュフォードやスティーブ・バーンサイドがこれに当たり、前者は怪物ノスフェラトゥに、スティーブも怪力を持つ緑色の怪物へと変貌した。この内、ノスフェラトゥは自身の血液を発火させられない代わりに血液は特殊な毒ガスとなり、風に乗せることで攻撃手段とした他、全身の細胞自体もガン化しており食料もない15年間の監禁生活を生き延びていた。

## 応用のB.O.W.およびイレギュラー形態
アリ
『コード:ベロニカ』『ダークサイド・クロニクルズ』に登場。T-Veronicaを投与、または感染した巨大なアリ。外敵を巨大化した顎で噛み付いて攻撃してくる。『コード:ベロニカ』でアレクシアの研究用として南極研究所で育成されていたアリは、アレクシアのコールドスリープ後から爆発的に増殖し、巨大な巣を形成するまでになっていた。『ダークサイド・クロニクルズ』に登場するものは南米アリと呼ばれるが、アレクシアのアリと同等の性質を持つ。
ジャバウォックS3
『ダークサイド・クロニクルズ』に登場。バンダースナッチの研究データを基に作られた。本来バンダースナッチはT-ウィルスを使用したタイラントの簡易版だが、これをT-Veronicaに置き換えた新種の人間ベース生体兵器（B.O.W.）である。外見は怪物化したスティーブに似ており、幾ばくかの知能や高い身体能力を有するために簡単な任務や破壊活動が可能となっているものの、全体的な戦闘力は怪物化したスティーブには遠く及ばない。
ノスフェラトゥ（Nosferatu）
『コード:ベロニカ』『ダークサイド・クロニクルズ』に登場。アレクサンダー・アシュフォードがアレクシアにウィルスを投与されたなれの果て。白っぽい体色に露出した心臓、縛られた手の代わりを果たす大小3本の触手を持ち毒性の体液が流れる。名前の由来はルーマニア語で「吸血鬼」。
V-コンプレックス
『ダークサイド・クロニクルズ』に登場。ベロニカ植物と融合したハヴィエが変貌した姿。南米の温暖な気候によりベロニカ細胞が増殖した影響で、その姿は非常に巨大な恐竜を思わせる出で立ちとなっている。巨大な足での踏みつけ、口からの火炎攻撃、多量の胞子を吐き出し爆発させるなどの多彩な攻撃方法を持ち、その性質故にただ居るだけで周囲の生態系をも破壊してしまう程の強大な力を誇る。ハヴィエは最初こそ力を自在に操っていたが、次第に制御できなくなり飲み込まれてしまった。最後はレオン達の前に倒れ、炎上し消滅した。

## アレクシア死亡後のT-Veronicaの行方
1998年12月、T-Veronica開発者にして完全適応者であったアレクシアは、クリス・レッドフィールドによって撃破されてしまう。しかし、それ以前にアレクシアが自身の体から抽出したT-Veronicaをスティーブに投与し怪物化させていたため、死亡したスティーブの遺体はウェスカーにより回収され、T-Veronicaは彼の手に渡ることとなってしまった。なお、直後にウェスカーはクリスと対峙しているが、その際に“T-アレクシア”という名称を使った。
その後の2002年頃、南米の麻薬王として知られるハヴィエ・ヒダルゴが、ウェスカーの組織と契約をする。ハヴィエは妻ヒルダと娘マヌエラが患っていた、不治の風土病を完治させるための治療法を探していたのである。同時期に治療研究のため元アンブレラの研究員も雇い入れ（後に彼は死亡）、その際にT-ウィルスを入手している。そして特効薬という名目で、ウェスカーから組織的結託を条件にベロニカ・ウィルス（T-Veronica）を購入し、マヌエラに投与させた。先にt-ウィルスを投与されたヒルダが理性のない怪物と化してしまったためである。
当時、新たにベロニカ・ウィルスを人間へ適応させる方法として、コールドスリープの他に「対象の臓器を定期的に交換」することで、15年の期間ウィルスを馴染ませる手段が判明している。そのため、ハヴィエ支配の地元アムパロ近辺でマヌエラと同世代の少女が何人も連れ去られ、強制的な安楽死後に臓器移植させられていた（少女達の遺体は廃棄することなく保存されている）。
アメリカ合衆国へ、ハヴィエが元アンブレラ研究員と接触したという情報がリークされると、レオン・S・ケネディが派遣される。ジャック・クラウザーと南米で合流した直後の探索中、バイオハザードに巻き込まれることとなってしまう。混乱の最中、脱走してきたマヌエラと共にハヴィエの居城に乗り込み、数々の真実を知ることとなる。
V-コンプレックスへと変貌したハヴィエとの戦闘中にマヌエラが覚醒、レオン達とハヴィエとの戦闘に加勢する。この時のベロニカ・ウィルスの力を完全に覚醒させたマヌエラは、アレクシアのそれとは全く異なっており、人の形をほぼ維持しながら発火能力を扱っており、15年間馴染ませる必要もなくなった。ハヴィエとの勝利後、マヌエラは合衆国内で重要な研究対象として保護されることとなる。
なお、ウェスカーは始祖ウィルスにT-VeronicaやG-ウィルス、T-ウィルスなどを加えて強化させようとしたが、『始祖』側の毒性が強すぎるため『Veronica』や『G』の研究共々頓挫してしまっている。新たな脅威となるウロボロス・ウィルスの完成は、ジル・バレンタインの体内で生成された強力な『t』抗体の発見まで待たねばならなかった。
また、『6』のRESIDENT.NETによると、カーラ・ラダメスによって『6』での事件の元凶となった『C-ウィルス』の開発に利用されており、その過程で上記の適合させなかった場合の拒絶反応の問題をクリアした「t-02」という改良型が存在する。なお、C-ウィルスによって誕生したジュアヴォが体温が常に高いことや、ダメージを受ける毎に体温が上昇、最終的に発火すること、感染者の知能を喪失させることなく保たせられている等、T-Veronicaに適合出来た生物の血液が発火作用を有する特徴と似通った特徴や知能の維持等が見受けられる。